# 旧港 (巴塞罗那)

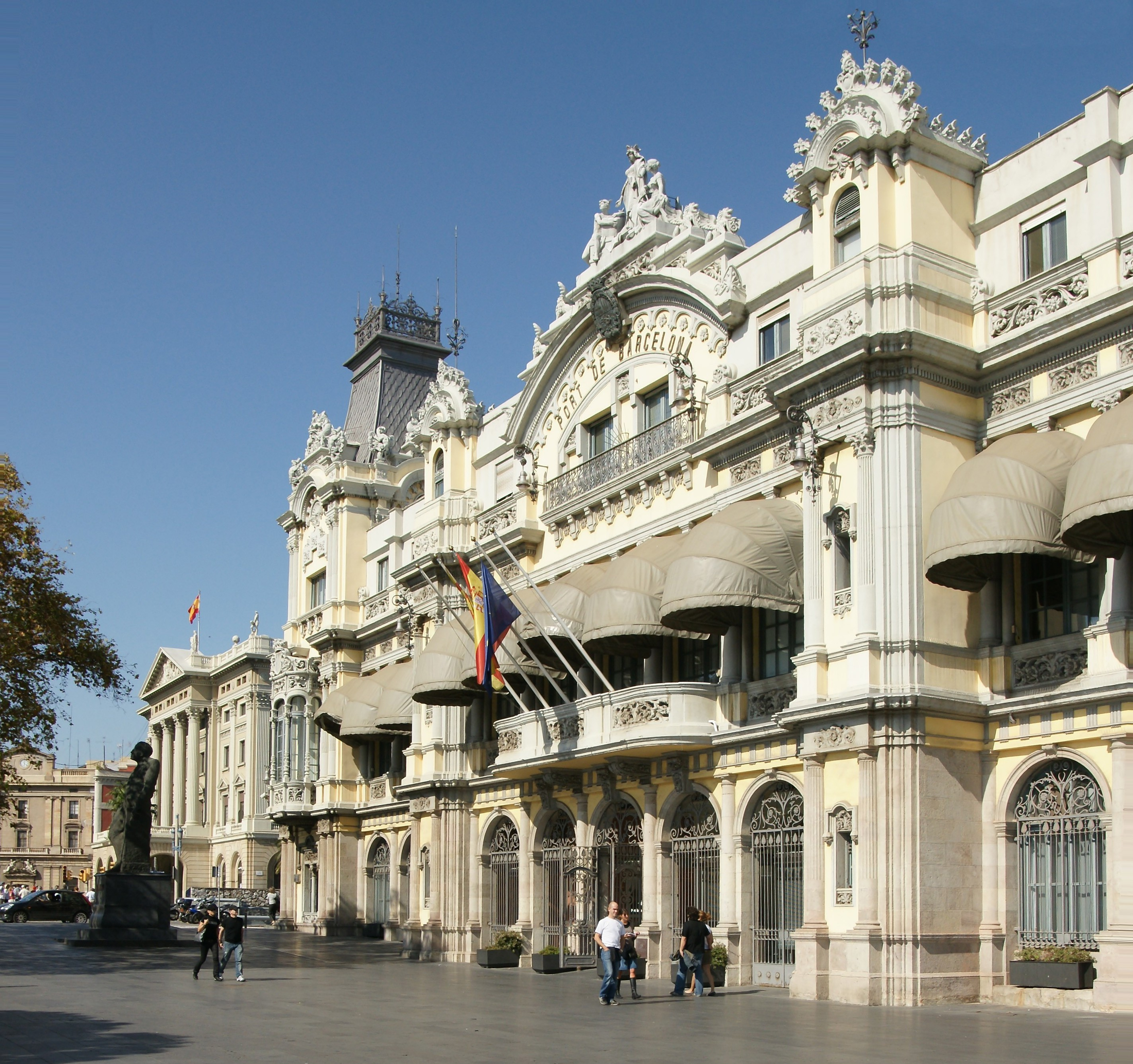

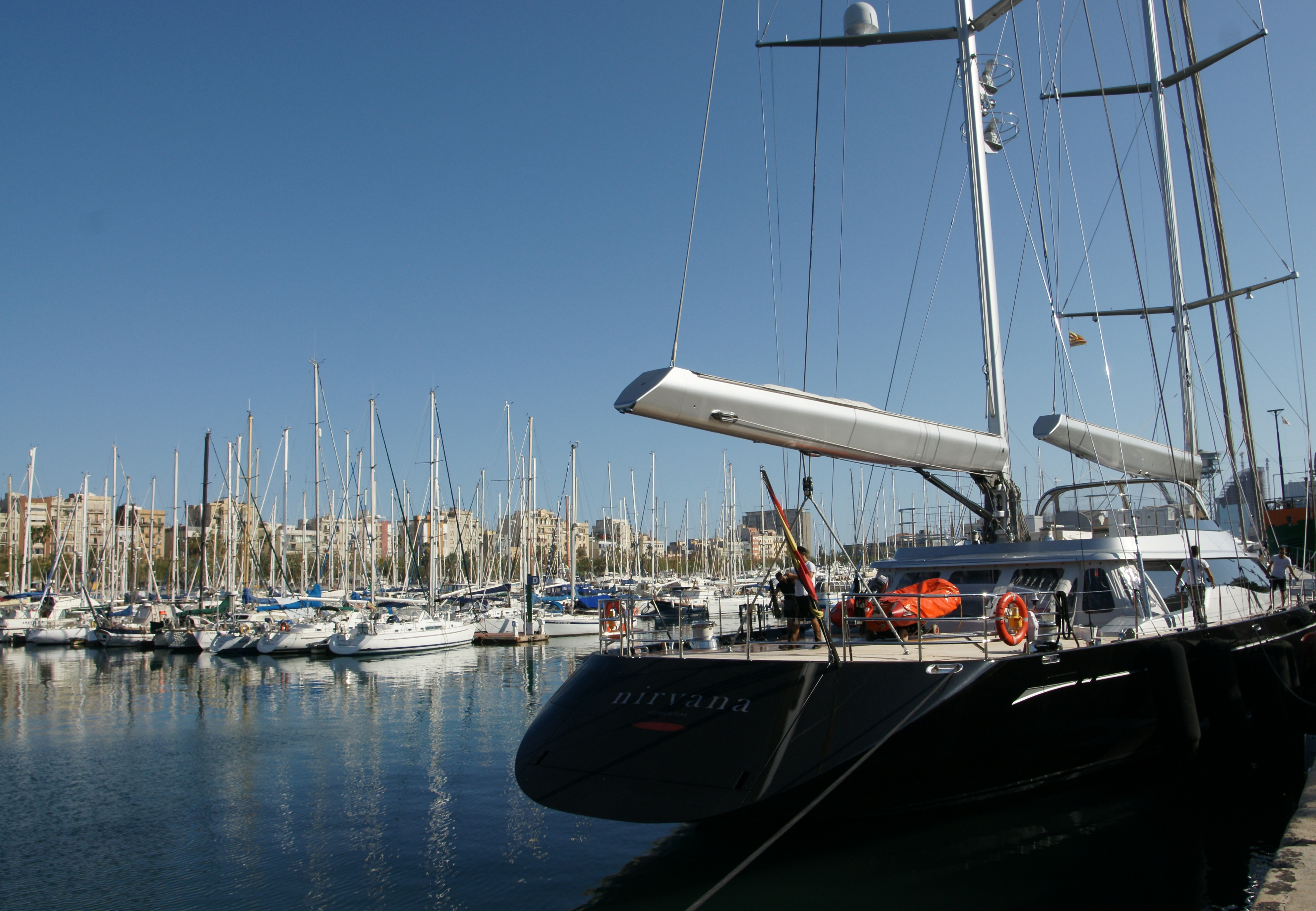

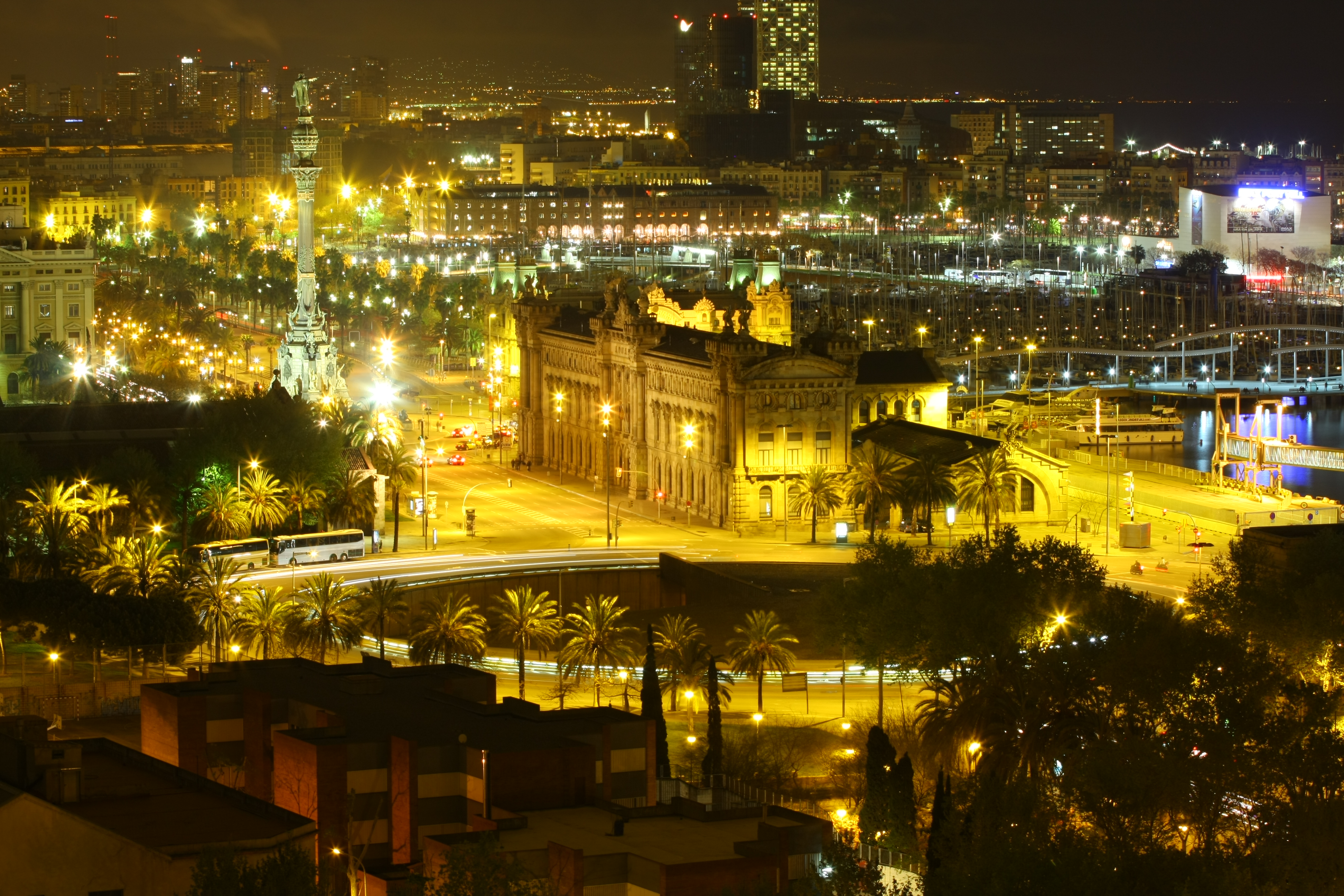

旧港位于西班牙加泰罗尼亚巴塞罗那，是巴塞罗那港的一部分。这是1992年巴塞罗那奥运会前的一项市区重建工程。在此之前，这是一片破败的地区，布满空仓库，铁路堆场和工厂。
现在，旧港是巴塞罗那城市和旅游的一个焦点，每年有1600万人参观。